# Carro armato finto

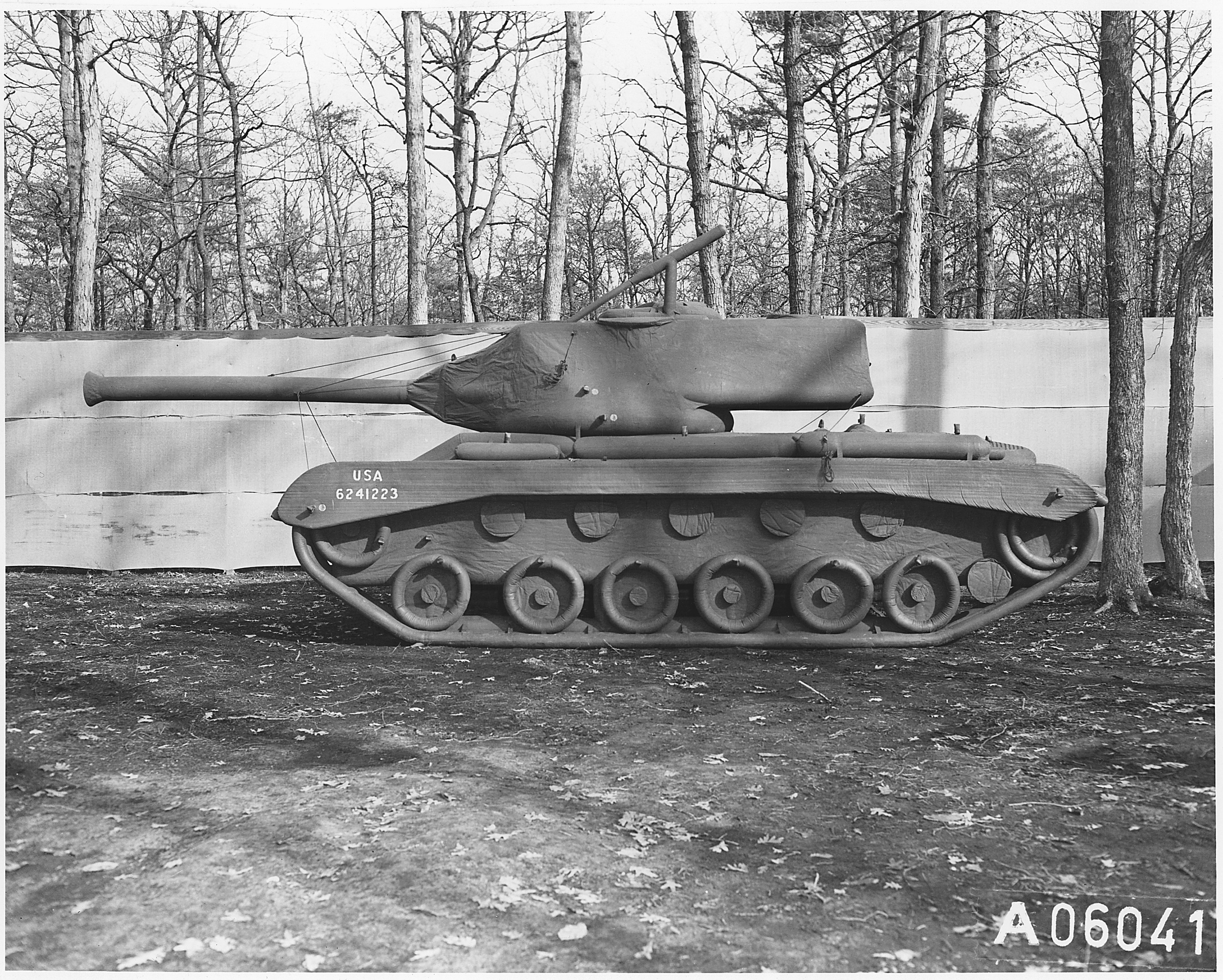
Simulacro gonfiabile di M47 Patton

Un carro armato finto è un oggetto bellico utilizzato per ingannare le forze nemiche dando a esse l'impressione di trovarsi di fronte a un vero carro armato. Il carro armato finto assomiglia esteticamente a un vero veicolo da combattimento e viene spesso schierato insieme al resto delle truppe in assenza di carri armati reali. I primi falsi carri armati erano gusci di legno e oggetti di scena gonfiabili che potevano ingannare l'intelligence nemica ed erano pertanto fragili e credibili solo se visti da lontano. Al contrario, quelli più moderni e avanzati possono imitare segnali termici e sono pertanto meno facili da riconoscere.

## Prima guerra mondiale
Durante la prima guerra mondiale, le forze alleate fecero uso di versioni fittizie dei carri pesanti britannici. Questi erano composti da una struttura in legno e un rivestimento in tela d'Assia dipinta. I cingoli di questi finti veicoli non erano funzionanti; pertanto alcuni erano dotati di ruote nascoste, e venivano trainati da un posto all'altro da una coppia di cavalli. Carri armati finti, a rappresentare modelli in uso agli Alleati, furono messi a punto anche dai tedeschi, seppure realizzati in piccolo numero; è possibile che siano stati utilizzati per addestramento, piuttosto che a scopo diversivo.

## Seconda guerra mondiale

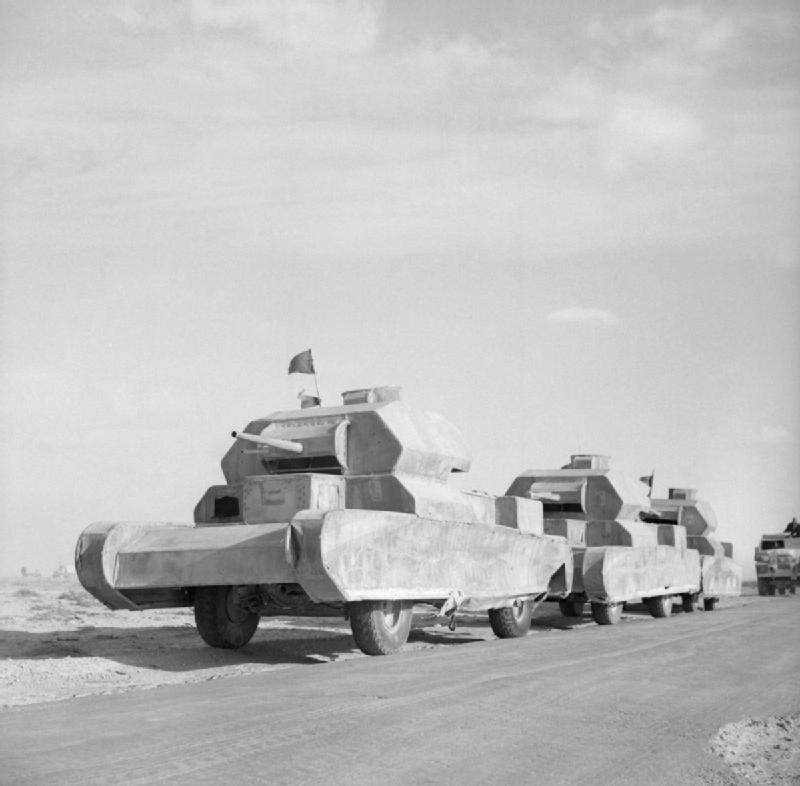
Carri armati fittizi, montati su camion, diretti nelle aree avanzate nel deserto occidentale, il 13 febbraio 1942

I carri armati fittizi ebbero maggiore importanza durante la seconda guerra mondiale, sia da parte degli Alleati che dall'Asse. Le forze tedesche utilizzarono finti carri armati prima dell'inizio della guerra per esercitazioni e durante gli addestramenti. Le forze britanniche li chiamavano spoof ("parodia") e se ne servirono per ingannare i nemici.
I carri armati fittizi vennero usati per la prima volta durante la seconda guerra mondiale nell'Operazione Bertram, nel contesto della campagna nordafricana. I Royal Engineers di stanza in Africa ne costruivano due al giorno; tra aprile e giugno 1941 furono in grado di costruire tre reggimenti di carri armati fittizi e un altro nel novembre dello stesso anno. Questi erano pieghevoli e quindi portatili; degli ingegneri migliorarono ulteriormente le loro prestazioni. Per facilitare lo spostamento dei carri, venivano usate delle jeep: su di esse veniva posizionato un telaio in acciaio ricoperto di tessuto, che dava l'impressione di avere a che fare con un carro armato semovente. Benché la jeep non simulasse realisticamente il rumore o il movimento di un carro armato, questo sistema consentiva di dispiegare rapidamente la sagoma dal veicolo. Nel contempo, si fece anche l'opposto, ossia camuffare carri veri in modo che sembrassero camion. Fu creato anche un ulteriore marchingegno, che creava finte tracce di carri e mascherava quelle vere.

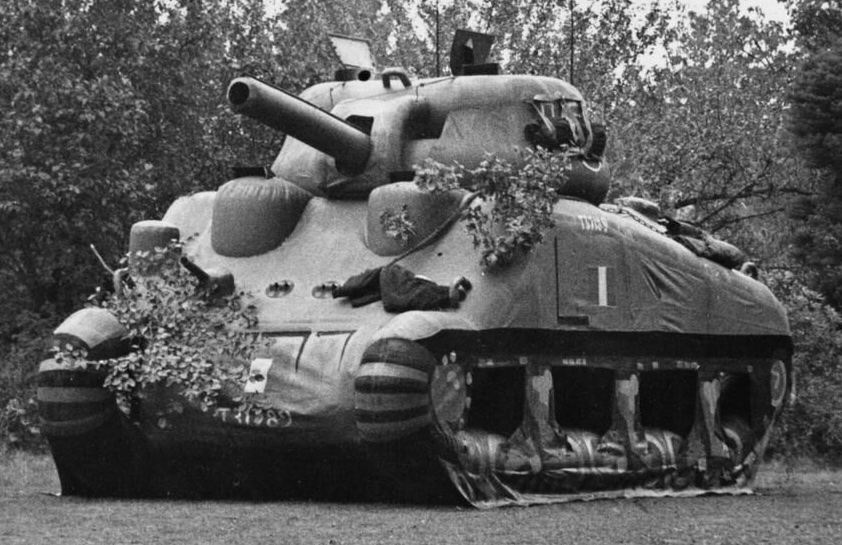
Un finto carro armato gonfiabile, modellato sull'M4 Sherman

Le sagome gonfiabili erano costituite da un rivestimento in tessuto sostenuto da una rete di tubi di gomma pressurizzati che formavano una sorta di "scheletro pneumatico". Questi erano generalmente preferiti sul campo, nonostante la loro tendenza a sgonfiarsi rapidamente se forati per incidente o da proiettili. In un'operazione del settembre 1944, gli inglesi schierarono 148 carri armati gonfiabili vicino alla linea del fronte e circa la metà furono "distrutti" da frammenti di mortaio tedesco e fuoco di artiglieria e da bombe alleate.
I carri armati fittizi furono usati nell'Operazione Fortitude prima dello sbarco sulle spiagge della Normandia. Durante questa operazione furono usati per confondere l'intelligence tedesca in due modi: primo, facendo credere che gli alleati avessero più carri armati di loro e, in secondo luogo, per nascondere e minimizzare l'importanza della posizione dei loro veri carri armati per far sembrare che l'invasione sarebbe avvenuta a Pas-de-Calais piuttosto che in Normandia. Tuttavia, i veicoli fittizi giocarono solo una piccola parte nel corso del conflitto poiché, in quella fase della guerra, i tedeschi non erano in grado di pilotare aerei da ricognizione sull'Inghilterra, e pertanto la loro presenza sul campo si sarebbe rivelata superflua. I mezzi da sbarco fittizi erano di stanza nei porti dell'Inghilterra orientale e sudorientale, dove potevano essere osservati dai tedeschi ma l'operazione di depistaggio di Fortitude ebbe in realtà protagonisti agenti che fecero un doppio gioco, e utilizzando un falso traffico radio.

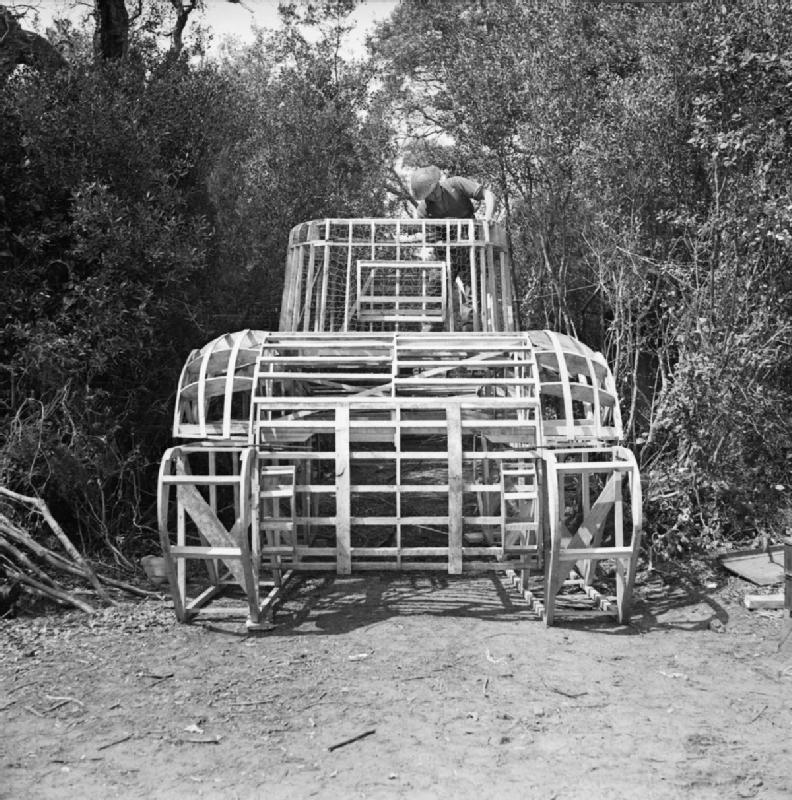
Un finto carro armato Sherman in costruzione alla 6 Field Park Company, Royal Engineers, nella testa di ponte di Anzio, il 29 aprile 1944

Durante l'operazione Shingle, ad Anzio, furono schierati carri armati Sherman gonfiabili quando i veri veicoli armati erano stati collocati altrove. Nel teatro delle operazioni del Pacifico, i giapponesi utilizzarono anche esche: durante la battaglia di Iwo Jima, un "carro armato" si trovò circondato dalla fanteria americana, che era stata bombardata dall'artiglieria: scoprirono che non era reale, ma semplicemente una scultura scolpita nella cenere vulcanica.
L'Armata Rossa impiegò dei carri armati fittizi per dare l'impressione di avere dalla sua parte un esercito più potente.

## Anni recenti

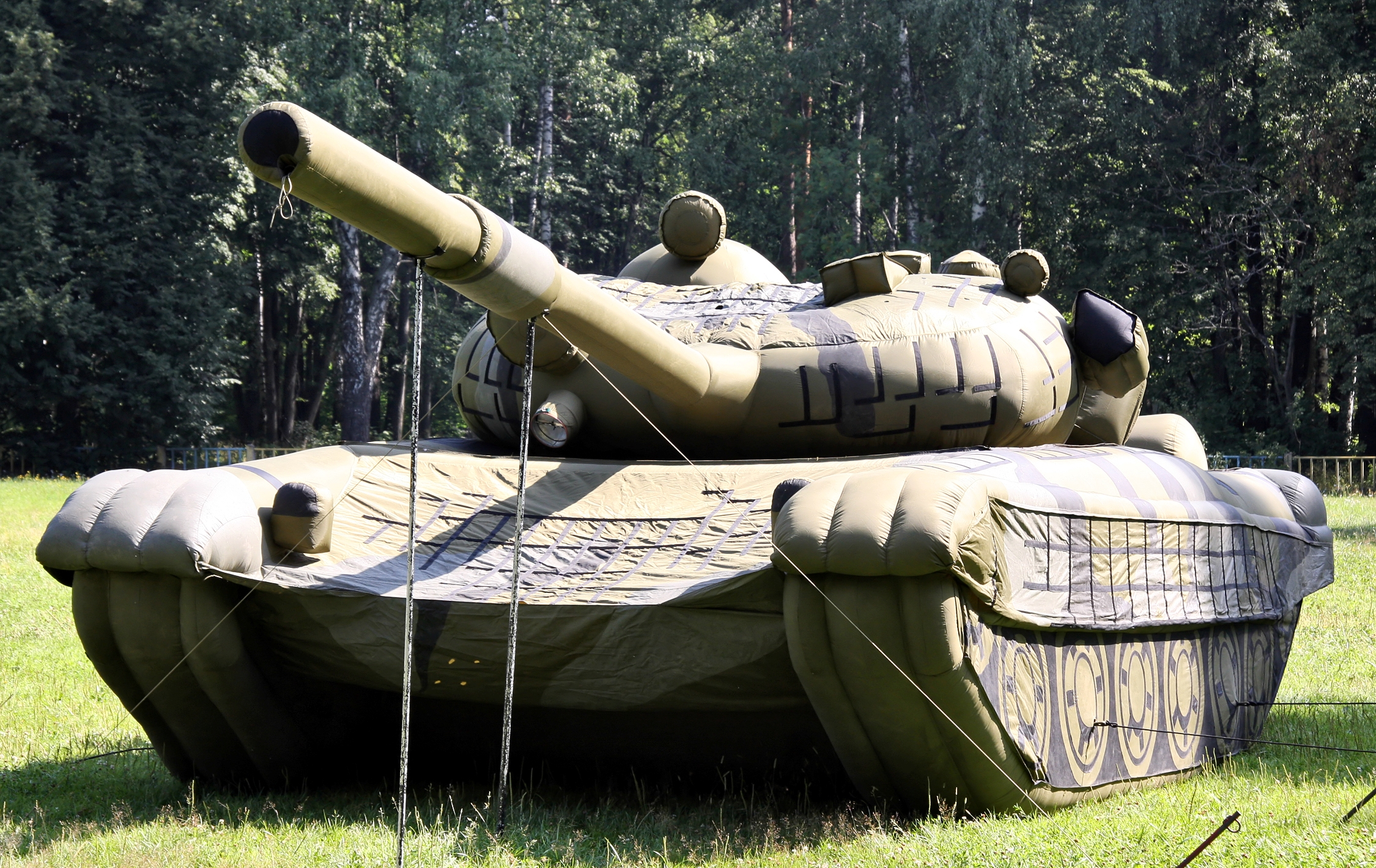
Modello gonfiabile di un carro armato T-72

Durante la guerra del Kosovo, l'esercito serbo si servì spesso dei carri armati fittizi in Kosovo, il che indusse le forze della NATO, loro nemici, a pensare che stessero distruggendo molti più carri armati di quanto non fossero in realtà.
L'esercito degli Stati Uniti ha sviluppato un carro armato fittizio che imita l'M1 Abrams nell'aspetto e lo fa apparire reale ai rivelatori a infrarossi. Uno di questi mezzi può venire incendiato dal nemico e sembrare ancora operativo, ritardando così l'avanzata del nemico anche di un'ora, poiché è costretto a distruggere l'esemplare finto. Questi M1 finti costano solo 3300 $, rispetto ai 4,35 milioni di $ di un vero M1. L'esca è anche pratica: una volta smontata pesa solo 23 kg e ha all'incirca le stesse dimensioni di un borsone. Il suo generatore, delle dimensioni di un televisore di 30 pollici, facilita il gonfiaggio, in modo che due persone possano gonfiare l'esca in pochi minuti. Occasionalmente, i veri carri armati portano a bordo un esemplare finto, da schierare quando è ritenuto necessario.
Durante la battaglia di Mosul, lo Stato Islamico dell'Iraq e il Levante costruì e schierò modelli in legno di vari veicoli per distrarre gli attacchi aerei della Coalizione.